# Нарти, Николас
Николас Теркельсен Нарти (дат. Nikolas Terkelsen Nartey; родился 22 февраля 2000 года, Багсвард, Дания) — датский футболист ганского происхождения, полузащитник клуба «Штутгарт».

## Клубная карьера

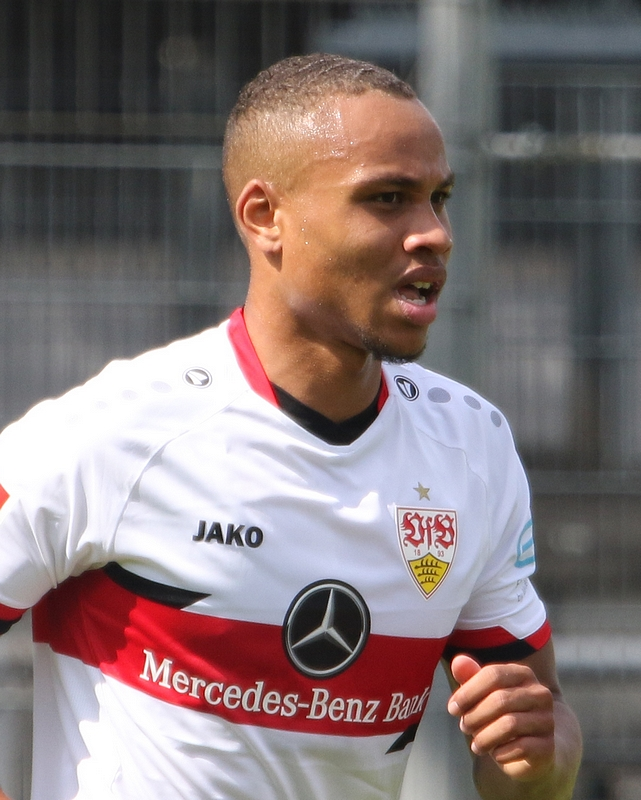
Нарти в составе «Штутгарта»

Нарти — воспитанник клубов «АБ Гладсаксе» и «Копенгаген». В январе 2017 года он был замечен скаутами «Кёльна» и приглашен в академию немецкой команды. Сумма трансфера составила 4 млн. датских крон. 26 ноября в матче против столичной «Герты» он дебютировал в Бундеслиге. По итогам сезона команда вылетела из элиты, но после этого Николас не смог выиграть конкуренцию за место в основе. Летом 2019 года Нарти перешёл в «Штутгарт», подписав контракт на 4 года. Для получения игровой практики Николас был отдан в аренду в «Ганзу». 15 сентября в матче против брауншвейгского «Айнтрахта» он дебютировал в Третьей лиге Германии. 9 ноября в поединке против «Дуйсбурга» Николас забил свой первый гол за «Ганзу». Летом 2020 года Нарти был арендован клубом «Зандхаузен». 19 сентября в матче против «Дармштадт 98» он дебютировал за новую команду. 
Летом 2021 года Нарти вернулся в «Штутгарт». 2 октября в матче против «Хоффенхайма» он дебютировал за основной состав. 

## Международная карьера
В 2021 году Нарти в составе молодёжной сборной Дании принял участие в молодёжном чемпионате Европы в Венгрии и Словении. На турнире он сыграл в матчах против Франции, Германии и России.

## Достижения
«Кёльн»
- Чемпион Второй Бундеслиги: 2018/19

«Штутгарт»
- Обладатель Кубка Германии: 2024/25